# Simboxing
Simboxing – w telekomunikacji zjawisko polegające na nielegalnym przesyłaniu ruchu telefonicznego, najczęściej wykorzystywane do realizacji nieuprawnionych połączeń międzynarodowych za pośrednictwem sieci Internet oraz technologii VoIP.

## Prawidłowe połączenie telekomunikacyjne
Standardowe połączenie międzynarodowe przebiega przez legalnie funkcjonujące bramki międzynarodowe, gdzie operatorzy poszczególnych krajów mają umowy regulujące ruch i opłaty. Na przykład połączenie z Europy do Argentyny przebiega przez operatora, który przekazuje je do operatora zagranicznego zgodnie z ustalonymi umowami międzynarodowymi. Wszystkie podmioty zaangażowane w realizację połączenia pobierają opłaty na podstawie obowiązujących umów oraz przepisów podatkowych.

### Proces prawidłowego połączenia telekomunikacyjnego
1. Połączenie przychodzące od abonenta sieci A.
2. Operator sieci A przekazuje połączenie wychodzące.
3. Operator B przyjmuje połączenie.
4. Abonent sieci B odbiera połączenie od abonenta A.

## Nadużycie za pomocą urządzeń FCT/Simbox
Nadużycie polega na wykorzystaniu urządzeń FCT/Simbox (Fixed-Cellular Terminal), które umożliwiają nielegalne maskowanie międzynarodowego ruchu jako lokalnego. Urządzenia te mogą zawierać setki, a nawet tysiące kart SIM. W ten sposób połączenia międzynarodowe są realizowane przy użyciu tanich platform internetowych, co pozwala na obejście standardowych opłat związanych z zakończeniem połączeń przez lokalnych operatorów.

### Proces połączenia z użyciem urządzeń FCT/Simbox
1. Połączenie przychodzące od abonenta sieci A.
2. Operator A przekazuje połączenie wychodzące.
3. Ruch przechwycony przez urządzenie FCT/Simbox.
4. Abonent sieci B odbiera połączenie przekazane przez urządzenie FCT.

## Zagrożenia związane z nadużyciem urządzeń FCT
Nadużywanie urządzeń FCT wiąże się z poważnymi konsekwencjami dla infrastruktury telekomunikacyjnej oraz bezpieczeństwa publicznego. Nadmierne obciążenie sieci może prowadzić do zakłóceń w usługach telekomunikacyjnych, utrudniając użytkownikom wykonywanie połączeń. Dodatkowo nielegalne przetwarzanie danych narusza przepisy o tajemnicy telekomunikacyjnej. Operatorzy telekomunikacyjni mogą mieć trudności z realizacją swoich obowiązków w zakresie ochrony bezpieczeństwa państwa i porządku publicznego.